# Баобаб

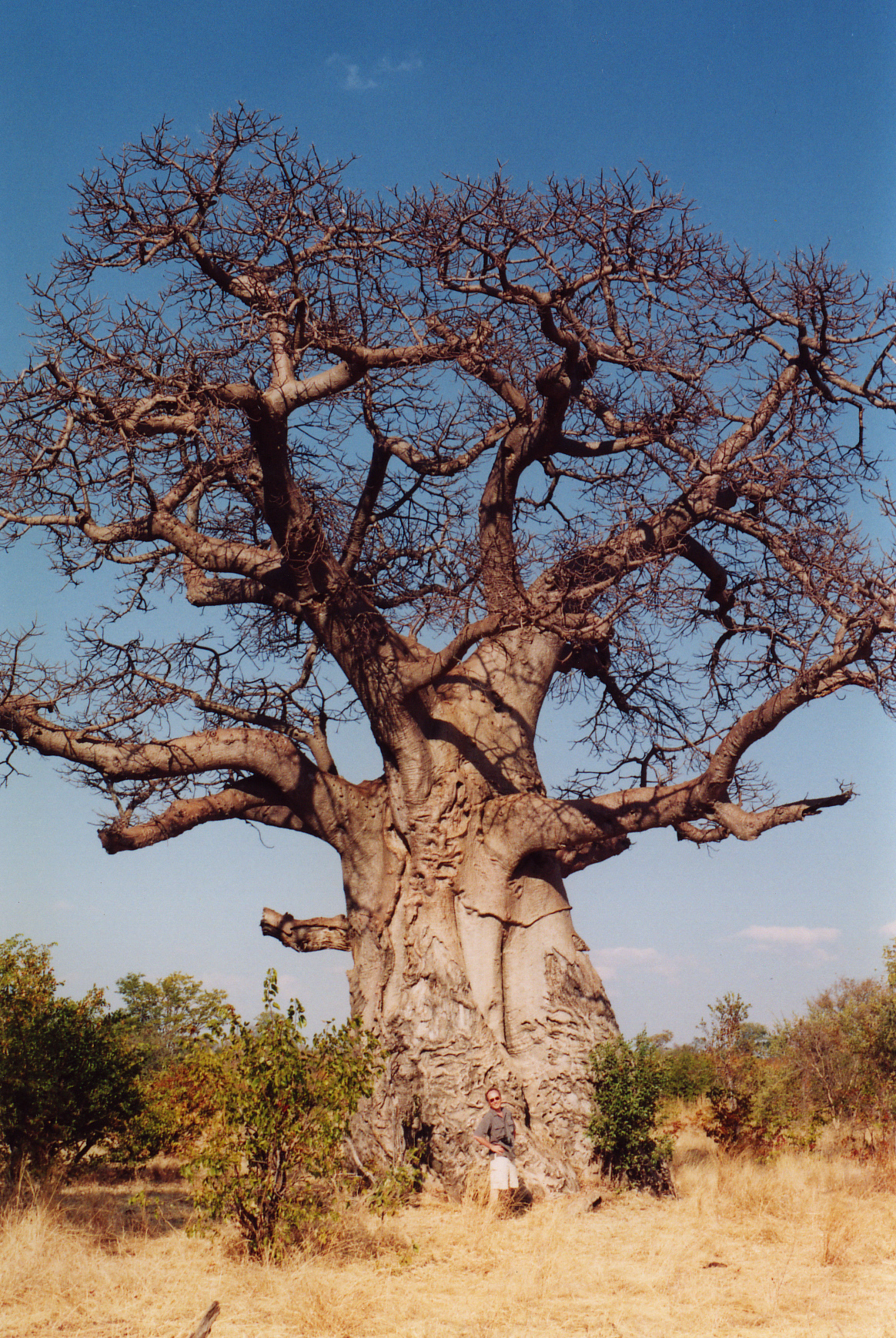
Баобаб у порівнянні з людиною

Баоба́б (адансонія, Adansonia) — рід дерев підродини бомбаксових (Bombacoideae) родини мальвових (Malvales), представники якого характерні для саван Африки, Мадагаскару та Австралії.
Рід названий на честь французького натураліста Мішеля Адансона, 1727—1806 і налічує 8-10 видів.
Іноді назва «баобаб» вживається для всіх видів адансоній. Інші загальноприйняті (не наукові) назви боаб, боабоа, табалді, мавпяче хлібне дерево (тому що його плоди надзвичайно приваблюють мавп). За форму стовбура баобаб називають «пляшковим деревом». З м'якуша плодів роблять напій, який нагадує лимонад, звідси ще одна назва баобаба — «лимонадне дерево».
Досягає висоти від 5 до 30 м та має стовбур діаметром від 7 до 11 м. Може рости століттями.

## Цікаві факти
- Деякі баобаби, як припускають, живуть багато тисяч років.
- Плоди їстівні, їх називають мавпячим хлібом.
- В Нігерії з листя баобабу готують суп Міяр кука.
- З волокон деревини виготовляють мотузки та грубі тканини[1].
- Дерево з корінням на верхівці, саме таким воно здається, якщо на нього дивитися здалеку[1].
- Мадагаскарський баобаб Грандідьє виростає до 25 метрів. У його плодах міститься понад 35 відсотків маслянистих речовин[1].

## Види
- Adansonia digitata — африканський баобаб (західна, північно-східна, центральна та південна Африка)
- Adansonia grandidieri — баобаб Грандідьє (Мадагаскар)[1]
- Adansonia madagascariensis — мадагаскарський баобаб (Мадагаскар)
- Adansonia perrieri — баобаб Перрьєра (північний Мадагаскар)
- Adansonia rubrostipa (Adansonia fony) — баобаб фоні (Мадагаскар)
- Adansonia suarezensis — суарезький баобаб (Мадагаскар)
- Adansonia za — баобаб за (Мадагаскар)
- Adansonia gregorii (Adansonia gibbosa) — баоаб або австралійський баобаб (північно-західна Австралія)